# Adoretus aurantiacus
Adoretus aurantiacus är en skalbaggsart som beskrevs av Benderitter 1922. Adoretus aurantiacus ingår i släktet Adoretus och familjen Rutelidae. Inga underarter finns listade i Catalogue of Life.